# Königssee
Königssee là một hồ nằm phía Đông Nam cuối huyện Berchtesgadener Land, bang Bayern, Đức, gần biên giới với Áo. Hồ phần lớn nằm trong khu công viên quốc gia Berchtesgaden.

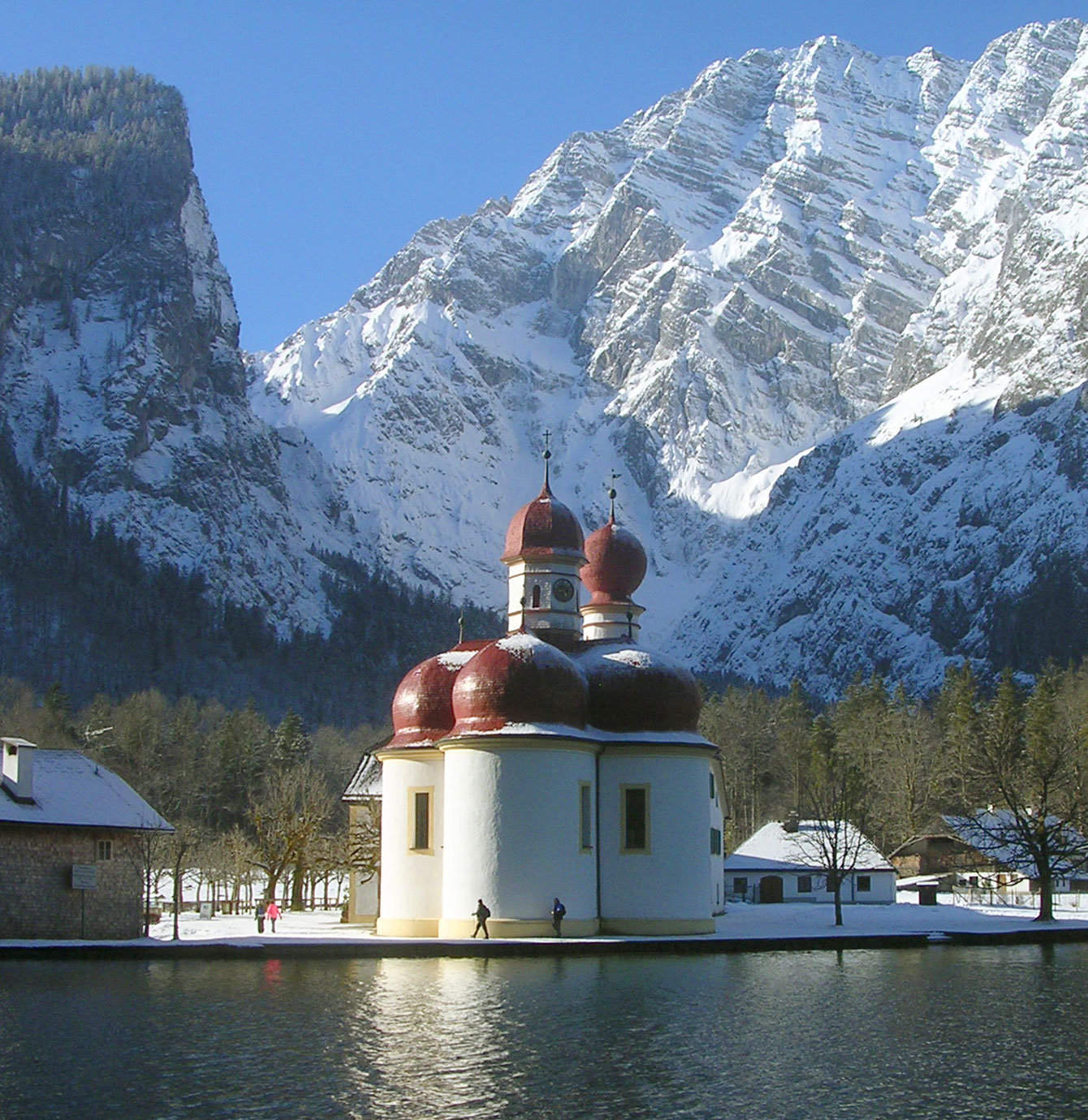
St. Bartholomä và Watzmann

## Địa lý

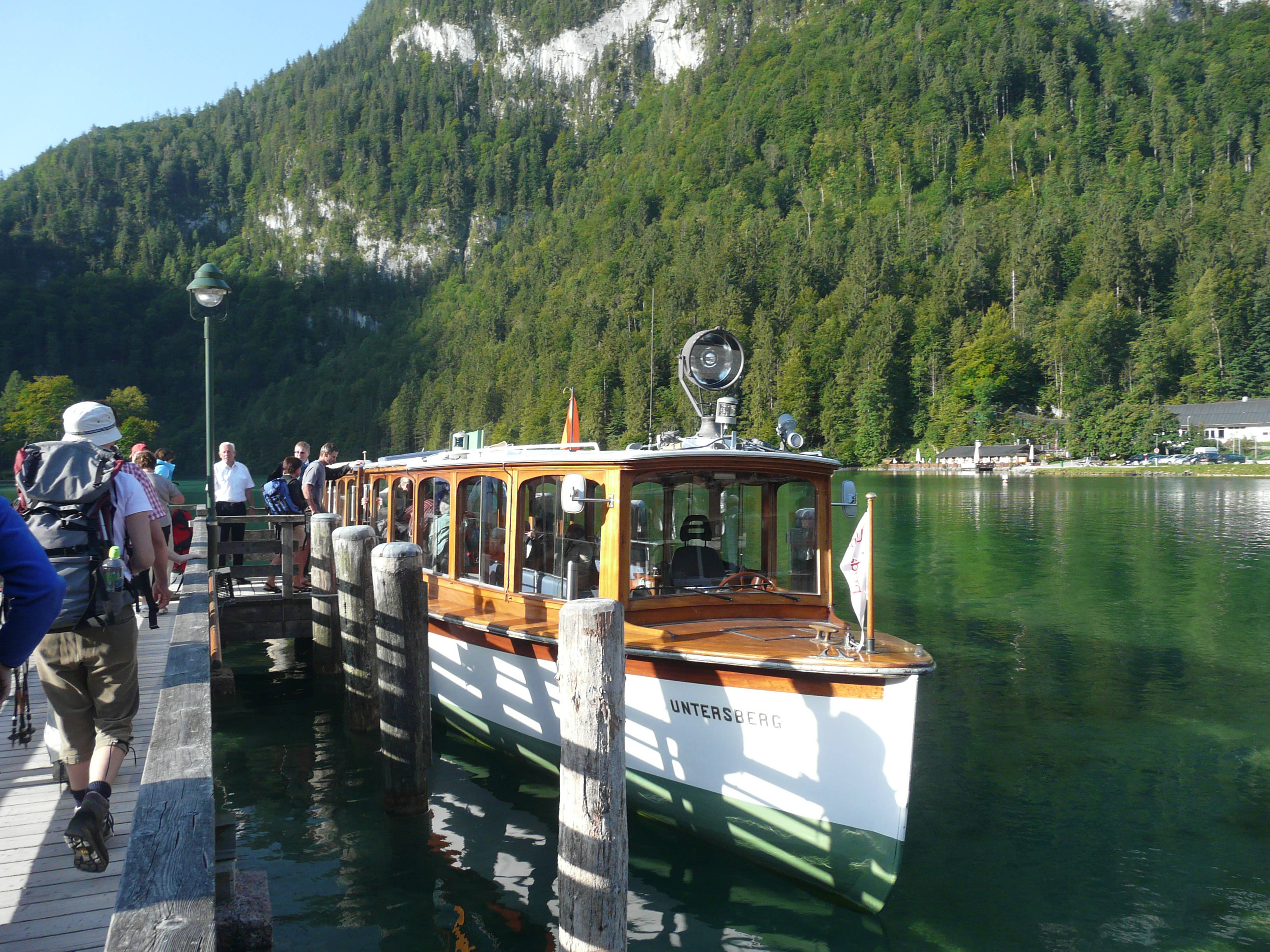
Thuyền chạy bằng điện dừng tại Schönau.

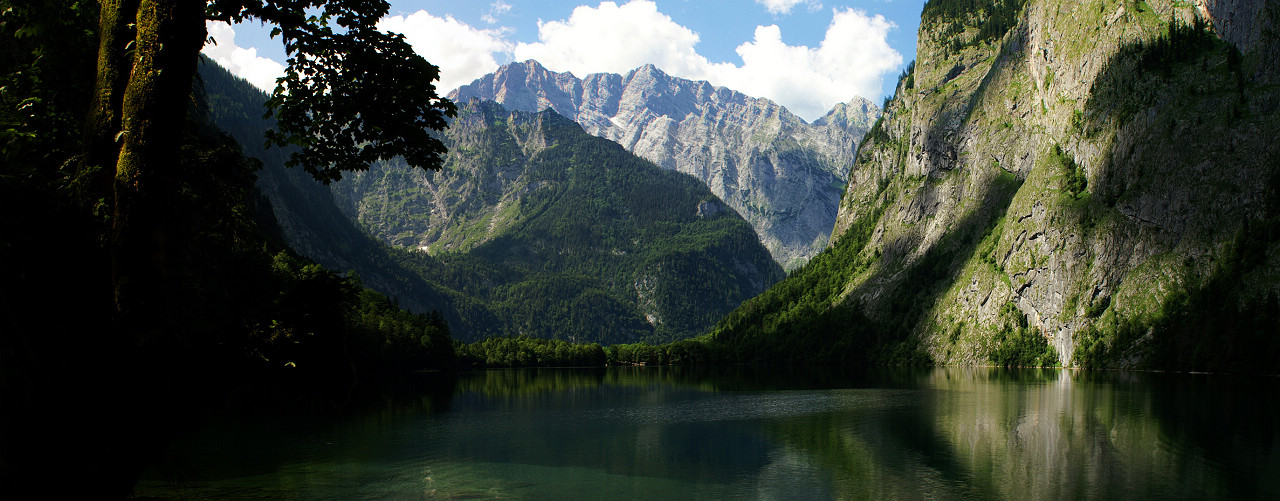
Obersee

Nằm trong vùng núi Berchtesgadener Alpen, thuộc xã Schönau am Königssee, nằm phía Nam thị xã Berchtesgaden và thành phố Áo Salzburg, Königssee đứng thứ ba trong những hồ sâu nhất nước Đức. Hồ dài khoảng 7,7 km (4,8 mi) nằm hướng Nam Bắc và chỗ rộng nhất khoảng 1,7 km (1,1 mi). Ngoại trừ con suối Königsseer Ache chạy xuống xã Schönau am Königssee, hồ này nhìn giống như một fjord được bao quanh bởi núi đồi độ dốc cao lên tới 2700 m (8900 ft), bao gồm ngọn núi Watzmann nằm ở phía Tây.